# Фіґоль Михайло Павлович
Миха́йло Па́влович Фі́ґоль (18 жовтня 1927, с. Крилос, нині Галицького району Івано-Франківської області — 25 травня 1999, Івано-Франківськ) — український живописець, графік, художник-монументаліст, педагог і мистецтвознавець. Доктор мистецтвознавства (1998). Заслужений художник УРСР (1990).

## Життєпис
1961 року закінчив у Ленінграді факультет мистецтвознавства Інституту живопису, скульптури та архітектури імені Іллі Рєпіна. Від 1964 року викладав в Івано-Франківському педагогічному інституті (нині Прикарпатський національний університет), від 1991 — його професор. Завідував кафедрою образотворчого мистецтва. 1972 року в Ленінграді захистив кандидатську дисертацію «Українська сатирична графіка кінця 19 — початку 20 століття». 1998 року в Івано-Франківську в Прикарпатському університеті імені Василя Стефаника захистив докторську дисертацію «Мистецтво Галича 12—14 століть (Історія. Типологія. Художні особливості)».
18 вересня 1998 року відкрив домашню картинну галерею, присвячену 1100-річчю Галича.
1999 року став лауреатом премії імені Василя Стефаника.

### Сім'я
Дружина Тетяна Фіголь (*1932) — лікар-педіатр, упорядковує спадщину чоловіка. Діти:
- Ксеня (*1957) — викладач з класу фортепіано в школі Соломії Крушельницької (м. Львів).
- Олесь(*1961) — завідувач кафедри рисунку у Львівській академії мистецтв.

## Творчість
Роботи:
- мозаїки:
  - «На високій полонині»,
  - диптих «Ратоборці»;
- розпис фоє кінотеатру в Івано-Франківському «Космос»;
- пейзажі,
- тематичні килими.

- Монографія «Ярослав Васильович Пстрак» (1966),
- альбом «С. Кириченко та Н. Клейн» (1970).
- «Політ. сатира в укр. мистецтві кін. XIX — поч. XX ст.» (1974),
- монографія «Образотворче мистецтво Румунії» (1982),
- «Осип Сорохтей» — проспект (1971), каталог — 1986 р.
- Графічні портрети Осипа Сорохтея — каталог 1990 р.,
- «Радість і смуток Ярослава Пстрака» — повість 1997 р.,
- «Мистецтво стародавнього Галича» — монографія 1997 р.,
- «Історія Галича» — 1999 р.

Мистецька спадщина:
- портрети
  - Василя Стефаника,
  - Лесі Українки,
  - художників Михайла Зорія, Д. Іванцева,
  - портрет Роксолани,
  - 17 графічних портретів володарів Галицько-Волинського князівства,
- картини:
  - «Вернигора»,
  - «Полковник Семен Височан»,
  - «Захар Беркут».

Галицька трагедія:
- «Настася»,
- «Ярославна»,
- «Галичанки»,
- «Олекса Довбуш»,
- «Галич 1221 року»,
- «Данило Галицький і Мстислав Удатний»,
- «Крилоське Успіння»,
- «Посли візантійського царя Емануїла ІІ в Галичі».

Живописні зображення архітектурних пам'яток Прикарпаття, Галича, Чехії, Словаччини, Угорщини, Золотого кільця Росії, Індії, Єгипту.

## Пам'ять
Через місяць після смерті Михайла Павловича Івано-Франківська міська рада ухвалила перейменувати в Івано-Франківську вулицю Долинську, на якій жив митець, на вулицю Фіголя.
Ухвалою Вченої ради Прикарпатського національного університету імені Василя Стефаника від 25 вересня 2007 р. ім"я Михайла Фіголя присвоєно кафедрі образотворчого мистецтва Інституту мистецтв, який є структурним підрозділом названого університету. З цього часу повна назва кафедри: кафедра образотворчого мистецтва імені Михайла Фіголя.